# بنتلي كايل إيفانز
بنتلي كايل إيفانز (بالإنجليزية: Bentley Kyle Evans)‏ هو كاتب سيناريو أمريكي، ولد في 10 أغسطس 1966 في مقاطعة ألاميدا في الولايات المتحدة.

## وصلات خارجية
- بنتلي كايل إيفانز على موقع IMDb (الإنجليزية)
- بنتلي كايل إيفانز على موقع قاعدة بيانات الفيلم (الإنجليزية)